# Juliana Felisberta da Silva
Juliana Felisberta da Silva, née le 22 juillet 1983 à Santos (Brésil), est une joueuse brésilienne de beach-volley. Elle a notamment été championne du Monde de sa discipline. Elle faisait équipe jusqu'en décembre 2012 avec Larissa França, formant la paire à succès Juliana-Larissa.

## Carrière

### Les débuts
Juliana a commencé à jouer au volley-ball par accident : elle voyait cette pratique comme un moyen pour éviter d'aller en cours d'éducation physique. Elle ne jouait alors au volley-ball qu'en vacances, puis a fait partie d'une équipe de championnat. Dès son troisième tournoi, elle fut désignée comme meilleure joueuse de l'événement. Après ces succès en intérieur, Juliana a opté pour le beach-volley lorsqu'elle fut invitée à jouer sur la plage de Fortaleza. Elle déclara alors : "Je me sens libre comme un oiseau sur la plage".

### La consécration

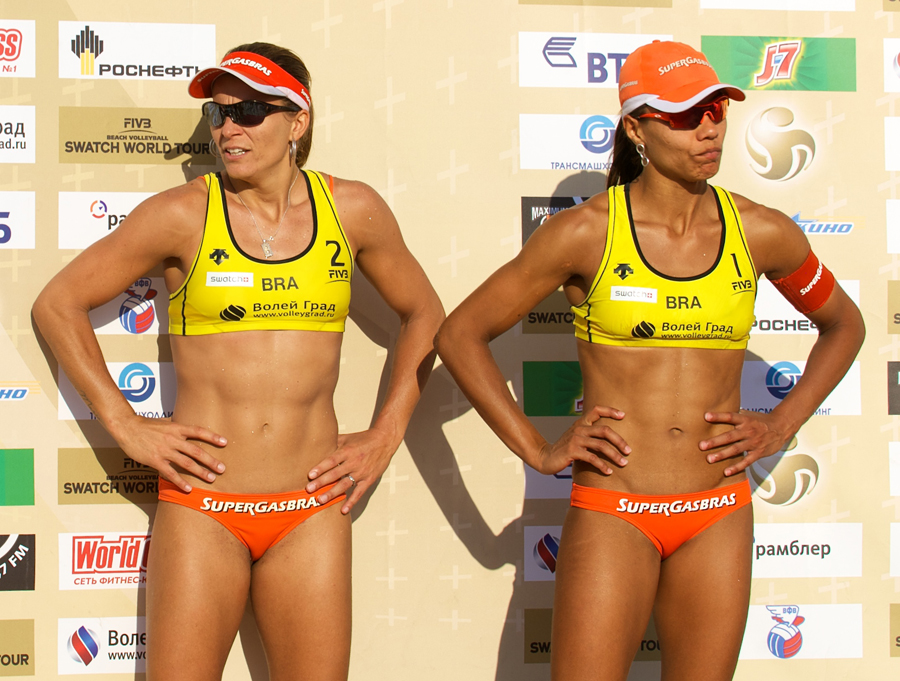
Juliana Silva (d) avec Larissa França, 2011

Après avoir commencé sa carrière en beach-volley en junior avec Taiana Lima (2002 & 2003) puis Jackie Silva (2003), Juliana s'associe avec Larissa França à partir de 2004.
Médaillées de bronze aux Jeux olympiques de Londres en 2012, Juliana et Larissa ont joué ensemble pendant neuf ans, et ont remporté à sept reprises le Circuit mondial, cinq fois le Circuit brésilien, deux fois les Jeux panaméricains et une fois le Championnat du monde, en 2011.
Le duo a cumulé plus de 100 titres et 1.000 victoires. Lors de l'année civile 2012, elles ont notamment remporté 3 tournois du FIVB Beach Volley World Tour 2012 (Pékin, Berlin & Stare Jablonki).
Juliana et Larissa ont cependant mis un terme à leur partenariat gagnant à la suite du départ de Larissa, 30 ans, qui a décidé d'abandonner la compétition afin de devenir mère en 2013.
Après avoir passé l'année 2013 au Brésil, Juliana est revenue participer au FIVB Beach Volleyball World Tour avec une nouvelle partenaire, Maria Antonelli. Le nouveau duo a terminé finaliste au Fuzhou Open 2014, premier événement de la saison. Juliana a cependant souligné la difficulté, pour un nouveau duo, de passer par les tournois de qualification pour rejoindre le tableau principal.

## Palmarès

### Jeux olympiques d'été
- Médaille de bronze en 2012 à Londres avec Larissa França

### Championnats du Monde de beach-volley
- Médaille d'or en 2011 à Rome avec Larissa França
- Médaille d'argent en 2005 à Berlin avec Larissa França
- Médaille d'argent en 2009 à Stavanger avec Larissa França
- Médaille de bronze en 2007 à Gstaad avec Larissa França
- Médaille de bronze en 2015 à La Haye avec Maria Antonelli

### Jeux panaméricains
- Médaille d'or en 2007 à Rio de Janeiro avec Larissa França
- Médaille d'or en 2011 à Guadalajara avec Larissa França

### Jeux mondiaux de plage
- Médaille d'argent en 4x4 en 2019.